# Allmän agatsnäcka
Allmän agatsnäcka eller Skogsagatsnäcka, (Cochlicopa lubrica) är en snäckart som först beskrevs av Otto Friedrich Müller 1774. Allmän agatsnäcka ingår i släktet Cochlicopa och familjen agatsnäckor. Arten är reproducerande i Sverige. Inga underarter finns listade i Catalogue of Life.

## Bildgalleri

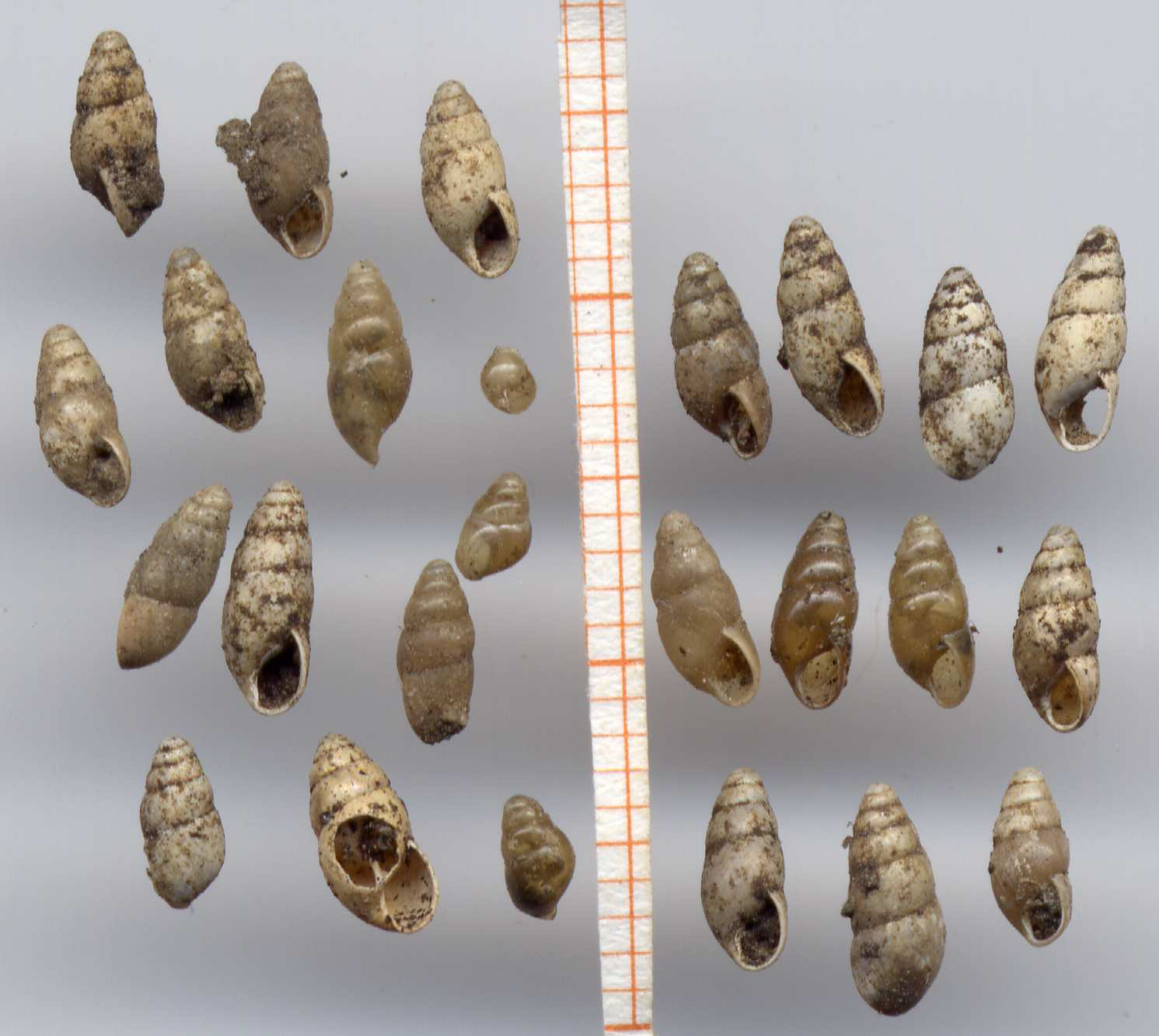
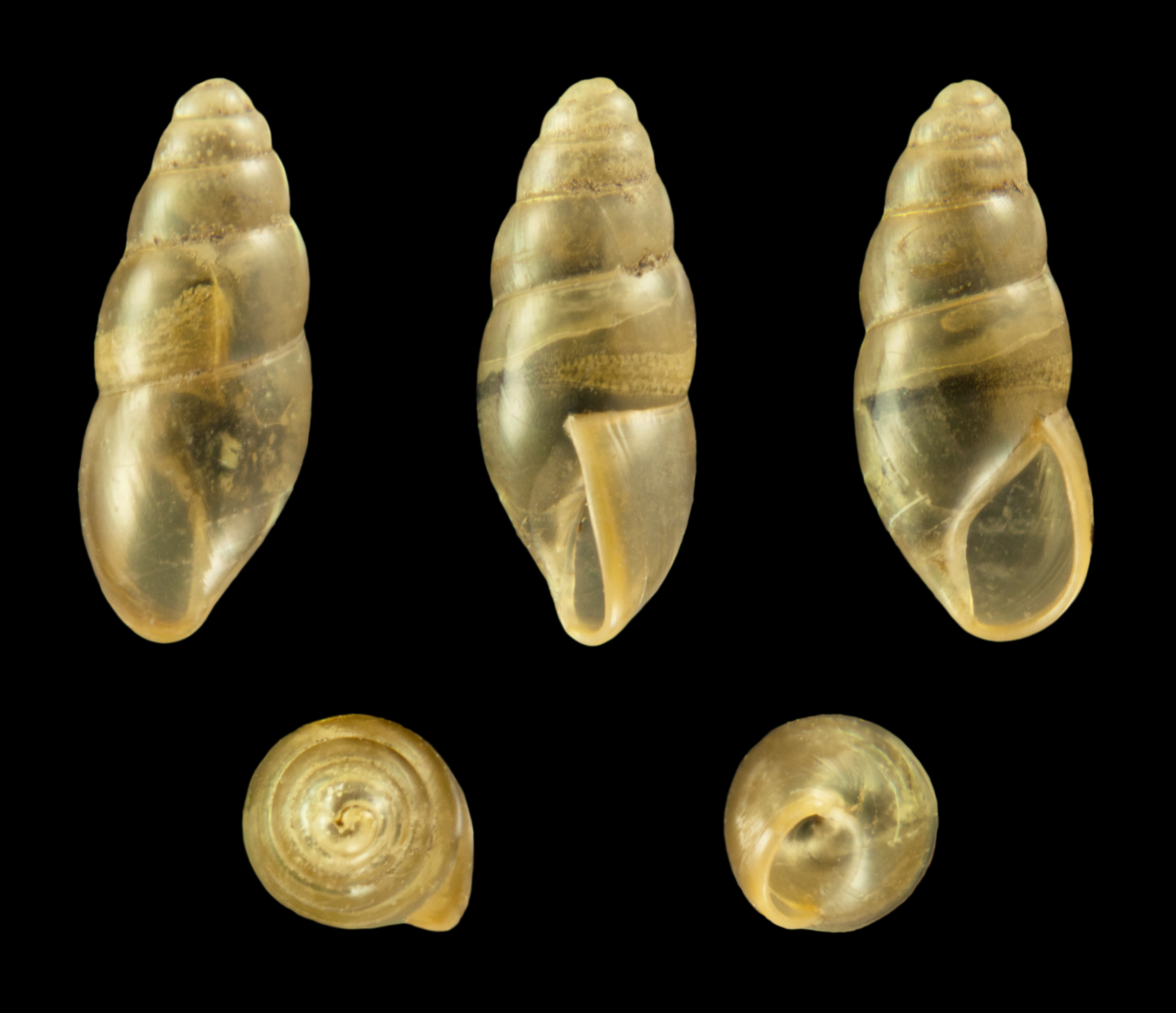